# 84 (tal)
84 (fireogfirs, på checks også ottifire) er det naturlige tal som kommer efter 83 og efterfølges af 85.

## Inden for videnskab
- 84 Kleo, asteroide
- M84, elliptisk galakse i Jomfruen, Messiers katalog

## Eksterne links
- Wikimedia Commons har flere filer relateret til 84 (tal)